# 快樂、哀愁和中庸
《快樂、哀愁和中庸》（L'Allegro, il Penseroso ed il Moderato），HWV55，是德國作曲家韓德爾於1740年完成的合唱劇樂。在韓德爾全集中，本曲被修入於神劇類別，但是全套作品卻沒有任何和聖經內容相關的題裁或經文。反而歌詞則完全取材自英國大文豪米爾頓的兩首於1641年所創作的長篇「雙子」田園詩《快樂的人》和《哀愁的人》（亦可譯為「憂鬱的人」），因此後世亦稱本曲為一首田園式頌歌（Pastoral Ode）。
相比《彌賽亞》、《猶大·瑪加伯》及《耶弗他》等神劇，《快樂、哀愁和中庸》本來屬韓德爾毫不顯眼的作品，但自從1988年，美國舞蹈家马克·莫里斯及他的「馬克·莫里斯舞蹈團」以本曲創作舞劇並一炮而紅，樂曲也在短時間內令不少音樂及舞蹈愛好者所認識。

## 創作背景
創作本曲時，韓德爾邀請了他的贊助人兼詩人查爾斯·詹南斯（Charles Jennens）把米爾頓的詩篇整理。詹南斯一方面把兩詩的內容交替運用外，亦在部份地方加入自己的詩篇，並將這些詩稱為《中庸的人》，詹南斯認為《中庸的人》正好是兩個極端之間的一個平衡點。結果三首篇的名稱串連起來，便成為了新樂曲的標題。
韓德爾於1740年1月19日動筆，2月4日完稿。前後只花了17日的時間，就將這三幕的劇作完成。並於2月27日在倫敦皇家林肯營田劇場（Royal Theatre of Lincoln's Inn Fields）內首演。

## 編制
- 聲樂

- 獨唱：女高音、女低音、男高音、男低音

（本來韓德爾打算以不同獨唱代表不同的人物，例如男高音專唱「快樂的人」；女高音專唱「哀愁的人」、男低音專唱「中庸的人」，而女低音則沒有被分配角色，但最後所有獨唱都有機會唱任何類別的詩篇，但仍以主要角色為主。）
- 四部合唱團

- 木管樂器：長笛（非必要）、2雙簧管、2巴松管、低音巴松管
- 銅管樂器：2小號
- 敲擊樂器：定音鼓
- 鍵盤樂器：古鋼琴、古鍵琴、管風琴
- 絃樂器：第1小提琴、第2小提琴、第3小提琴、中提琴、大提琴、低音提琴

### 著名樂曲
- Haste Thee Nymph（第一幕，男高音及合唱團）
- Sweet Bird （第一幕，女高音）
- As steals the morn upon the night（第三幕，女高音、男高音二重唱）

## 外部連結
- 《快樂、哀愁和中庸》：国际乐谱典藏计划上的乐谱
- 全套作品英文歌詞 （页面存档备份，存于）